# 高野海琉
高野 海琉（たかの かいる、1999年12月27日 - ）は、日本の俳優、モデル。ワシントンD.C.出身。ヴァンセット・プロモーション所属。

## 略歴
米国人の父と日本人の母をもつ日米ハーフ。幼少期から空手を始め、現在は黒帯。
小学3年生で野球（捕手）を始め、一時は日本の高校生として甲子園出場も夢見ていた時期もある。
アメリカで子供モデルをしたこともあるが、正式な芸能活動は中学1年生（13歳）の時に芸能事務所 ヴァンセット・プロモーションに所属。
義務教育中は学業優先という事務所の方針もあり、本格的な芸能活動は中学3年生の野球部引退後からとなる。
母親の祖国である日本に住み始めてからは、野球とは別に漠然と日米ハーフの容姿を活かせる「モデル」という仕事にも興味を持つが、子供心にも芸能界という一般的な仕事と比べると非日常的で遠く感じる中、縁あって現在の所属事務所であるヴァンセット・プロモーションに所属する。
中学1年時に150cm前半であった身長も、今では185cmまで伸びている。
本格的に芸能活動を開始させた15歳の時に紳士服（スーツ）を中心に量販店展開を行っている「コナカグループ」広告でモデルデビューし、「インターハイ2016」イメージモデルをはじめ、様々な企業のモデルを務める。
一方俳優としては、テレビドラマ『牙狼-GARO- -魔戒烈伝-」（テレビ東京）を皮切りに、『お前はまだグンマを知らない』（日本テレビ）、『ドルメンX』（日本テレビ）、映画『傷だらけの悪魔』、そして2020年2月に公開された『バイバイ、ヴァンプ!』では318歳で高校生のヴァンパイア役で映画初主演を果たす。
バラエティ番組ではAbemaTV『途中下車の恋街』で尼神インターと共にMCデビュー、『痛快TV スカッとジャパン100回記念』（フジテレビ）では番組内ドラマ『胸キュンスカッと』で、主人公の男子高校生（水泳部キャプテン）を熱演。
スポーツでは以前から挑戦を念願していた『SASUKE2019大晦日』に出場。
CMでは現在「マクドナルド」、および「ABCマート」に出演中。
2020年9月6日から放送されたテレビドラマ『仮面ライダーセイバー』（テレビ朝日）にレギュラーキャストとして出演する。

## 人物
- 特技は空手（黒帯）、野球（キャッチャー）、スノーボード、スケートボード、バスケットボールなど、スポーツ全般。アクション、殺陣、ダンス（HipHop）にも長けている。
- 好きな食べ物は焼肉と鮨、マンゴー、メロン、そして塩昆布。
- 語学は英語（バイリンガル）、中国語（日常会話）。
- 趣味は中型バイクでのツーリングと海釣り、そしてDIY（ホームセンターで材料を調達して何でも手作りする）。アメリカの家では父親とよく川釣りやハンティングにも出掛ける。アメリカに住んでいた時は家の前を野生の鹿やヘラジカが当たり前に行き来していたものの、日本に住み始めてからは近所に大型の野生動物を見掛けることがなく、とても寂しく感じている。
- 料理も得意で、自慢は和洋折衷、アジア風まで幅広いジャンルのプロ並みなソース作り。
- 小学生の時にスクエアダンス（アメリカ南部発祥の伝統的な踊り）の歌い手をしていた時に、米国・テキサス州のレコード会社からスカウトもされたほどの音感の持ち主（母親は元プロのピアニスト）。
- 愛犬は「マロン」と「クー」の2匹。

## 出演

### 映画
- 傷だらけの悪魔（2017年2月、KADOKAWA）　- 大倉涼 役
- お前はまだグンマを知らない（2017年）
- あるいは、とても小さな戦争の音 スピンオフ（2018年） - ハル 役
- バイバイ、ヴァンプ!（2020年） - 黒森大牙 役
- トラガール（2021年）

### テレビドラマ
- 油井亀美也物語（2016年、TBS） - 油井亀美也 役
- 牙狼-GARO- -魔戒烈伝-（2016年、テレビ東京） - メグル 役
- お前はまだグンマを知らない（2017年、日本テレビ）
- ドルメンX（2018年、日本テレビ）
- 仮面ライダーセイバー （2020年9月6日 - 2021年8月22日、テレビ朝日） - レジエル 役[3]

### テレビ番組
- 痛快TV スカッとジャパン 100回記念（2017年、フジテレビ） - 工藤聡 役
- SASUKE（2019年・2020年、TBS）

### ウェブ番組
- 途中下車の恋街（2018年、AbemaTV） - 尼神インターとダブルMC

### ウェブアニメ
- 別冊 仮面ライダーセイバー 短編活動萬画集 第2集（2021年3月7日、東映特撮ファンクラブ） - レジエル 役

### CM
- マクドナルド マックフライポテト編
- ABCマート
- 読売新聞

### ポスター・スチール
- インターハイ2016 イメージキャラクター
- 紳士服コナカ イメージモデル
- ニューバランス
- 早稲田文理専門学校

### オリジナルビデオ
- ソードオブロゴスサーガ 後編（2021年） - レジエル 役

## ディスコグラフィ

### キャラクターソング
| 発売日        | 商品名                         | 歌                                                                 | 楽曲                                                    | 備考                                                        |
| ------------- | ------------------------------ | ------------------------------------------------------------------ | ------------------------------------------------------- | ----------------------------------------------------------- |
| 2021年9月29日 | 仮面ライダーセイバー SONG BEST | ストリウス（古屋呂敏）、レジエル（高野海琉）、ズオス（才川コージ） | 「ABC Song 〜えいごでメギド〜」 「Rock Scissors Paper」 | Webアニメ『別冊 仮面ライダーセイバー 短編活動萬画集』挿入歌 |